# 阿道夫·里格尔
阿道夫·里格尔（德語：Adolf Rieger，1899年8月25日—1956年6月12日），德国男子摔跤运动员。他曾代表德国参加1928年夏季奥林匹克运动会摔跤比赛，获得男子古典式82.5公斤级银牌。